# Tischtennisweltmeisterschaft 1949
Die 16. Tischtennisweltmeisterschaft fand vom 4. bis 10. Februar 1949 in Stockholm (Schweden) in den Eriksdalhallen statt. Deutschland nahm nicht teil.
Lediglich der Ungarin Gizella Farkas gelang die Titelverteidigung durch einen 3:2 Endspielsieg gegen die Tschechin Květa Hrušková. Farkas hatte bereits mit 0:2 Sätzen im Rückstand gelegen, gewann danach aber die folgenden Sätze deutlich (im "Schneider") 21:8, 21:9 und 21:9. Bereits im Halbfinale lag sie gegen Trude Pritzi mit 0:2 zurück, siegte dann aber in den folgenden drei Sätzen jeweils im Zeitspiel. Zwei weitere Goldmedaillen holte Gizella Farkas, nämlich im Damendoppel mit der Schottin Helen Elliot und im Mixed mit ihrem Landsmann Ferenc Sidó.
Weltmeister im Herreneinzel wurde der Engländer Johnny Leach vor Bohumil Váňa. Titelverteidiger Richard Bergmann schied gegen Ferenc Sidó aus. Den Doppelwettbewerb gewannen Ivan Andreadis/František Tokár.

## Sonstiges
- Die Ungarinnen Erzsebet Mezei und Gizella Farkas wurden beschuldigt, in Göteborg gestohlen zu haben. Der ungarische Tischtennisverband beorderte die Spielerinnen daraufhin noch während der Weltmeisterschaft nach Budapest zurück.[2]
- Der ITTF-Kongress erlaubte dem Österreichischen Tischtennisverband, seinen Vereinen Spiele gegen deutsche Mannschaften zu genehmigen.[3] Zu dieser Zeit war Deutschland international weitgehend isoliert, der DTTB nicht Mitglied des Weltverbandes ITTF.
- Dick Miles zweifelte in dem Mannschaftskampf gegen Ungarn die Höhe des Netzes an, die seiner Ansicht nach identisch sein soll mit der Länge eines Ein-Dollar-Scheines. Es reichte ihm nicht, dass der schwedische Schiedsrichter mit einem geprüften Messgerät das Netz maß. Erst als das schwedische Münz- und Justierungsamt mittels einer amtlichen Bescheinigung die korrekte Funktion des Messgerätes bestätigte, akzeptierte Miles die Netzhöhe. Allerdings sorgte diese "Affäre" für erheblichen Zeitverzug im Turnierplan.[4]
- Der ITTF-Kongress beschloss die Aufnahme Spaniens und Japans als Mitglied des Weltverbandes ITTF.

## Ergebnisse
| Wettbewerb        | Rang | Sieger                                                                                  |
| ----------------- | ---- | --------------------------------------------------------------------------------------- |
| Mannschaft Herren | 1.   | Ungarn (József Kóczián, Ferenc Sidó, Ferenc Soós, László Várkonyi)                      |
| Mannschaft Herren | 2.   | CSR (Bohumil Váňa, Max Marinko, Ivan Andreadis, František Tokár, Ladislav Štípek)       |
| Mannschaft Herren | 3.   | England (Richard Bergmann, Aubrey Simons, Victor Barna, Ronald Sharman, Johnny Leach)   |
| Mannschaft Herren | 3.   | USA (Douglas Cartland, Dick Miles, Marty Reisman, James McClure)                        |
| Mannschaft Herren | 7.   | Österreich (Heinrich Bednar, Otto Eckl, Heribert Just, Georg Laufer, Ferdinand Schuech) |
| Mannschaft Herren | 13.  | Schweiz (G.Breitenmoser, Henri Mojonnet, Lucien Portal, Hugo Urchetti)                  |
| Mannschaft Damen  | 1.   | USA (Peggy McLean, Mildred Shahian, Thelma Thall)                                       |
| Mannschaft Damen  | 2.   | England (Adele Wood, Pinkie Barnes, Margaret Franks, Joan Crosby)                       |
| Mannschaft Damen  | 3.   | Frankreich (Yolande Vannoni-Logelin, Huguette Béolet, Jeanne Delay)                     |
| Mannschaft Damen  | 3.   | Ungarn (Erzsébet Mezei, Rozsi Karpati, Gizella Farkas)                                  |
| Mannschaft Damen  | 5.   | Österreich (Ottilie Graszl, Gertrude Pritzi, Gertrude Wutzl)                            |
| Herren Einzel     | 1.   | Johnny Leach – ENG                                                                      |
| Herren Einzel     | 2.   | Bohumil Váňa – TCH                                                                      |
| Herren Einzel     | 3.   | Ferenc Soós – HUN                                                                       |
| Herren Einzel     | 3.   | Marty Reisman – USA                                                                     |
| Damen Einzel      | 1.   | Gizella Farkas – HUN                                                                    |
| Damen Einzel      | 2.   | Květa Hrušková – TCH                                                                    |
| Damen Einzel      | 3.   | Thelma Thall – USA                                                                      |
| Damen Einzel      | 3.   | Trude Pritzi – AUT                                                                      |
| Herren Doppel     | 1.   | Ivan Andreadis/František Tokár – TCH                                                    |
| Herren Doppel     | 2.   | Bohumil Váňa/Ladislav Štípek – TCH                                                      |
| Herren Doppel     | 3.   | Dick Miles/Douglas Cartland – USA                                                       |
| Herren Doppel     | 3.   | Tage Flisberg – SWE/Richard Bergmann – ENG                                              |
| Damen Doppel      | 1.   | Gizella Farkas – HUN/Helen Elliot – SCO                                                 |
| Damen Doppel      | 2.   | Pinkie Barnes/Joan Crosby – ENG                                                         |
| Damen Doppel      | 3.   | Rozsi Karpati/Erzsébet Mezei – HUN                                                      |
| Damen Doppel      | 3.   | Ida Koťátková/Eliška Krejčová – TCH                                                     |
| Mixed             | 1.   | Ferenc Sidó/Gizella Farkas – HUN                                                        |
| Mixed             | 2.   | Bohumil Váňa/Květa Hrušková – TCH                                                       |
| Mixed             | 3.   | Marty Reisman/Peggy McLean – USA                                                        |
| Mixed             | 3.   | Johnny Leach/Margaret Franks – ENG                                                      |

## Medaillenspiegel
| Rang  | Land               | Gold | Silber | Bronze | Gesamt |
| ----- | ------------------ | ---- | ------ | ------ | ------ |
| 1     | Ungarn             | 3,5  | 0      | 3      | 6,5    |
| 2     | Tschechoslowakei   | 1    | 5      | 1      | 7      |
| 3     | England            | 1    | 2      | 2,5    | 5,5    |
| 4     | Vereinigte Staaten | 1    | 0      | 5      | 6      |
| 5     | Schottland         | 0,5  | 0      | 0      | 0,5    |
| 6     | Österreich         | 0    | 0      | 1      | 1      |
| 6     | Frankreich         | 0    | 0      | 1      | 1      |
| 8     | Schweden           | 0    | 0      | 0,5    | 0,5    |
| Total | Total              | 7    | 7      | 14     | 28     |